# Seznam německých názvů obcí a osad v Česku, Ch
Tento seznam obsahuje německé názvy (exonyma) českých obcí začínajících na písmeno CH.
Tento seznam by měl sloužit pro orientaci v starých písemných pramenech, mapách atd., nikoliv pro překlad českých názvů měst do němčiny. Většina z těchto německých názvů by při použití v současnosti byla nesrozumitelná.
| Český název            | Historická země | Okres               | Německý název                  | Poznámka                             |
| ---------------------- | --------------- | ------------------- | ------------------------------ | ------------------------------------ |
| Chabařovice            | Čechy           | Ústí nad Labem      | Karbitz                        |                                      |
| Chabeřice              | Čechy           | Kutná Hora          | Chaberschitz                   |                                      |
| Chabičov               | Morava          | Olomouc             | Gobitschau                     |                                      |
| Chabičovice            | Čechy           | Český Krumlov       | Kabschowitz                    |                                      |
| Chábory                | Čechy           | Rychnov nad Kněžnou | Habern                         | u Dobrušky                           |
| Chábory                | Čechy           | Rychnov nad Kněžnou | Habern                         | u Podbřezí                           |
| Chabrovice             | Čechy           | Tábor               | Chabrowitz                     |                                      |
| Chaby                  | Čechy           | hl. m. Praha        | Chab                           |                                      |
| Chacholice             | Čechy           | Chrudim             | Chacholitz                     |                                      |
| Chaloupky              | Čechy           | Beroun              | Chaloupek                      |                                      |
| Chalupy                | Čechy           | Plzeň-jih           | Neuhäusel                      |                                      |
| Chanovice              | Čechy           | Klatovy             | Chanowitz                      |                                      |
| Charbuzice             | Čechy           | Hradec Králové      | Karbusitz                      |                                      |
| Charvatce              | Čechy           | Louny               | Charwatz                       |                                      |
| Charvatce              | Čechy           | Litoměřice          | Charwatetz                     |                                      |
| Charvatce              | Čechy           | Mladá Boleslav      | Charwatetz                     |                                      |
| Charvátská Nová Ves    | Morava          | Břeclav             | Oberthemenau                   | do roku 1920 Dolní Rakousko          |
| Charváty               | Morava          | Olomouc             | Charwath                       |                                      |
| Chářovice              | Čechy           | Benešov             | Charschowitz                   |                                      |
| Chbany                 | Čechy           | Chomutov            | Quon                           |                                      |
| Cheb                   | Čechy           | Cheb                | Eger                           |                                      |
| Chebzí                 | Slezsko         | Jeseník             | Hollunder                      |                                      |
| Chelčice               | Čechy           | Strakonice          | Cheltschitz                    |                                      |
| Cheznovice             | Čechy           | Rokycany            | Hesnowitz                      |                                      |
| Chlaponice             | Čechy           | Písek               | Chlaponitz                     |                                      |
| Chlebičov              | Slezsko         | Opava               | Klebsch                        |                                      |
| Chlebov                | Čechy           | Tábor               | Chlebow                        |                                      |
| Chlebovice             | Morava          | Frýdek-Místek       | Laibenhau                      |                                      |
| Chlébské               | Morava          | Žďár nad Sázavou    | Chlebske                       |                                      |
| Chleby                 | Čechy           | Benešov             | Chleb                          |                                      |
| Chleby                 | Čechy           | Nymburk             | Chleb                          |                                      |
| Chleny                 | Čechy           | Rychnov nad Kněžnou | Chlenn                         |                                      |
| Chlínky                | Čechy           | Rychnov nad Kněžnou | Chlinek                        |                                      |
| Chlístov               | Čechy           | Benešov             | Chlistow                       | u Benešova                           |
| Chlístov               | Čechy           | Benešov             | Chlistow                       | u Neustupova                         |
| Chlístov               | Čechy           | Jablonec nad Nisou  | Chlistow                       |                                      |
| Chlistov               | Čechy           | Klatovy             | Klistau                        |                                      |
| Chlístov               | Čechy           | Liberec             | Chlistow                       |                                      |
| Chlístov               | Čechy           | Náchod              | Chlistau                       | osada vesnice Hořičky                |
| Chlístov               | Čechy           | Prachatice          | Klistau                        |                                      |
| Chlístov               | Čechy           | Rychnov nad Kněžnou | Chlistau bei Neustadt          |                                      |
| Chlítov                | Čechy           | Tábor               | Chlistow                       |                                      |
| Chlístov               | Morava          | Třebíč              | Chlistau                       |                                      |
| Chlístovice            | Čechy           | Kutná Hora          | Chlistowitz                    |                                      |
| Chlívce                | Čechy           | Náchod              | Chliwitz                       |                                      |
| Chlomek                | Čechy           | Praha-západ         | Sasau                          | dříve Sázava                         |
| Chloudov               | Čechy           | Jablonec nad Nisou  | Chloudow Chlodow               |                                      |
| Chloumek               | Čechy           | Jičín               | Chlomek                        | u Boháňky                            |
| Chloumek               | Čechy           | Jičín               | Chlomek                        | u Úbislavic                          |
| Chloumek               | Čechy           | Mělník              | Chlomek                        |                                      |
| Chloumek               | Čechy           | Plzeň-jih           | Chlomek                        |                                      |
| Chloumek               | Čechy           | Semily              | Chlomek                        |                                      |
| Chloumek               | Čechy           | Ústí nad Orlicí     | Chlomek                        |                                      |
| Chloumky               | Čechy           | Jičín               | Chlomka                        |                                      |
| Chlum                  | Čechy           | Rakovník            | Klum                           |                                      |
| Chlum                  | Čechy           | Strakonice          | Kulm                           |                                      |
| Chlum Svaté Maří       | Čechy           | Sokolov             | Maria Kulm                     |                                      |
| Chlum u Třeboně        | Čechy           | Jindřichův Hradec   | Chlumetz bei Wittingau         |                                      |
| Chlumánky              | Čechy           | Plzeň-jih           | Chlumanek                      |                                      |
| Chlumany               | Čechy           | Prachatice          | Chumau, Chluman                |                                      |
| Chlumčany              | Čechy           | Louny               | Chlumtschan Klumtschan         |                                      |
| Chlumčany              | Čechy           | Plzeň-jih           | Chlumcan Klumtschan            |                                      |
| Chlumec                | Čechy           | České Budějovice    | Chlumetz                       |                                      |
| Chlumec                | Čechy           | Český Krumlov       | Chlumetz                       |                                      |
| Chlumec                | Morava          | Jindřichův Hradec   | Chlunz                         |                                      |
| Chlumec                | Čechy           | Ústí nad Labem      | Kulm bei Karbitz               |                                      |
| Chlumec nad Cidlinou   | Čechy           | Hradec Králové      | Chlumetz an der Zidlina        |                                      |
| Chlumeček              | Čechy           | Český Krumlov       | Chlumetschek                   |                                      |
| Chlumětín              | Čechy           | Žďár nad Sázavou    | Chlumietin                     |                                      |
| Chlumín                | Čechy           | Mělník              | Klomin                         |                                      |
| Chlumín                | Čechy           | Mladá Boleslav      | Chlumin                        |                                      |
| Chlum-Korouhvice       | Morava          | Žďár nad Sázavou    | Chlum-Korowitz                 |                                      |
| Chlumská               | Čechy           | Klatovy             | Chumska                        |                                      |
| Chlumy                 | Čechy           | Plzeň-jih           | Chlum                          |                                      |
| Chlupatá Ves           | Čechy           | České Budějovice    | Razhenschlag                   |                                      |
| Chlupice               | Morava          | Znojmo              | Chlupitz                       |                                      |
| Chmelík                | Čechy           | Svitavy             | Hopfendorf                     |                                      |
| Chmeliště              | Čechy           | Kutná Hora          | Chmelischt                     |                                      |
| Chmeliště              | Čechy           | Rychnov nad Kněžnou | Hopfgarten                     |                                      |
| Chmelištná             | Čechy           | Louny               | Chmeleschen                    |                                      |
| Chmelná                | Čechy           | Český Krumlov       | Chmelna                        |                                      |
| Chmelná                | Čechy           | Klatovy             | Hopfendorf                     |                                      |
| Chmelovice             | Čechy           | Hradec Králové      | Chmelowitz                     |                                      |
| Choceň                 | Čechy           | Ústí nad Orlicí     | Chotzen                        |                                      |
| Chocenice              | Čechy           | Kolín               | Chotzenitz                     |                                      |
| Chocenice              | Čechy           | Plzeň-jih           | Kotzenitz                      |                                      |
| Chocenická Lhota       | Čechy           | Plzeň-jih           | Kotzenitzer Lhota              |                                      |
| Chocenický Újezd       | Čechy           | Plzeň-jih           | Kotzenitzer Aujest             |                                      |
| Chocerady              | Čechy           | Benešov             | Kotzerad                       |                                      |
| Chockov                | Čechy           | Rokycany            | Kotzkow                        |                                      |
| Chocnějovice           | Čechy           | Mladá Boleslav      | Kotzniowitz                    |                                      |
| Chocomyšl              | Čechy           | Domažlice           | Kotzomischl                    |                                      |
| Chocov                 | Čechy           | Tábor               | Kotschow                       | česky dříve též Kočov                |
| Chocovice              | Čechy           | Cheb                | Kötschwitz                     |                                      |
| Chodeč                 | Čechy           | Český Krumlov       | Chotsche                       |                                      |
| Chodeč                 | Čechy           | Mělník              | Chodetsch                      |                                      |
| Chodouň                | Čechy           | Beroun              | Chodaun                        |                                      |
| Chodouny               | Čechy           | Litoměřice          | Chodaun                        |                                      |
| Chodov                 | Čechy           | hl. m. Praha        | Chodau                         |                                      |
| Chodová Planá          | Čechy           | Tachov              | Kuttenplan                     |                                      |
| Chodovice              | Čechy           | Jičín               | Chodowitz                      |                                      |
| Chodovlice             | Čechy           | Litoměřice          | Chodowlitz                     |                                      |
| Chodovská Huť          | Čechy           | Cheb                | Kuttenplaner Schmelzthal       |                                      |
| Chodská Lhota          | Čechy           | Domažlice           | Melhut                         | do roku 1947 Lhota u Kdyně           |
| Chodský Újezd          | Čechy           | Tachov              | Heiligenkreuz                  |                                      |
| Chocholatá Lhota       | Čechy           | Prachatice          | Dorf Lhotka                    |                                      |
| Cholenice              | Čechy           | Jičín               | Cholenitz                      |                                      |
| Cholín                 | Čechy           | Příbram             | Cholin                         |                                      |
| Cholina                | Morava          | Olomouc             | Köllein                        |                                      |
| Choltice               | Slezsko         | Opava               | Choltitz                       |                                      |
| Choltice               | Čechy           | Pardubice           | Choltitz                       |                                      |
| Cholupice              | Čechy           | hl. m. Praha        | Cholupitz                      |                                      |
| Chomoutov              | Morava          | Olomouc             | Komotau                        |                                      |
| Chomoutova Lhota       | Čechy           | Tábor               | Chomout-Lhota                  |                                      |
| Chomouty               | Čechy           | Česká Lípa          | Kompt                          |                                      |
| Chomutice              | Čechy           | Jičín               | Gross Chomutitz Groß Komutitz  |                                      |
| Chomutičky             | Čechy           | Jičín               | Klein Chomutitz Klein Komutitz |                                      |
| Chomutov               | Čechy           | Chomutov            | Komotau                        |                                      |
| Chomutovice            | Čechy           | Praha-východ        | Chomutowitz                    |                                      |
| Chomýž                 | Morava          | Kroměříž            | Komeisch                       |                                      |
| Choratice              | Čechy           | Benešov             | Choratitz                      |                                      |
| Choratice              | Čechy           | Děčín               | Kartitz                        |                                      |
| Chornice               | Morava          | Svitavy             | Kornitz                        |                                      |
| Choroušky              | Čechy           | Mělník              | Chorauschek                    |                                      |
| Chorušice              | Čechy           | Mělník              | Choruschitz                    |                                      |
| Choryně                | Morava          | Vsetín              | Chorin                         |                                      |
| Chořelice              | Morava          | Olomouc             | Chorschelitz                   |                                      |
| Choťánky               | Čechy           | Nymburk             | Chotianek                      |                                      |
| Chotčiny               | Čechy           | Tábor               | Chotschin                      |                                      |
| Chotěborky             | Čechy           | Trutnov             | Klein Chotiebor                |                                      |
| Chotěboř               | Čechy           | Havlíčkův Brod      | Chotieborsch                   |                                      |
| Chotěbudice            | Morava          | Třebíč              | Chotiabuditz                   |                                      |
| Choteč                 | Čechy           | Jičín               | Chotsch                        |                                      |
| Choteč                 | Čechy           | Pardubice           | Chotsch                        |                                      |
| Choteč                 | Čechy           | Praha-západ         | Chotetsch                      |                                      |
| Chotějovice            | Čechy           | Teplice             | Kottowitz                      |                                      |
| Chotělice              | Čechy           | Hradec Králové      | Chotielitz                     |                                      |
| Chotěměřice t. Pančava | Čechy           | Kutná Hora          | Chotomierschitz                |                                      |
| Chotěmice              | Čechy           | Tábor               | Chotiemitz                     |                                      |
| Chotěnice              | Čechy           | Chrudim             | Kudenitz Chotienitz            |                                      |
| Chotěnov               | Čechy           | Svitavy             | Chotienau                      |                                      |
| Chotěšice              | Čechy           | Nymburk             | Chotieschitz                   |                                      |
| Chotěšiny              | Čechy           | Ústí nad Orlicí     | Chotieschin                    |                                      |
| Chotěšov               | Čechy           | Klatovy             | Kotieschau                     |                                      |
| Chotěšov               | Čechy           | Litoměřice          | Chotieschau                    |                                      |
| Chotěšov               | Čechy           | Rakovník            | Koteschau                      |                                      |
| Chotěšovičky           | Čechy           | Plzeň-sever         | Klein Chotieschau              |                                      |
| Chotětice              | Čechy           | Příbram             | Chotietitz                     |                                      |
| Chotětín               | Čechy           | Rokycany            | Chotietin                      |                                      |
| Chotětov               | Čechy           | Mladá Boleslav      | Kuttental                      |                                      |
| Chotěvice              | Čechy           | Trutnov             | Kottwitz                       |                                      |
| Chotíkov               | Čechy           | Sokolov             | Kotigau                        |                                      |
| Chotíkov               | Čechy           | Plzeň-sever         | Kottiken                       |                                      |
| Chotiměř               | Čechy           | Domažlice           | Chotimirsch, Chotimiersch      |                                      |
| Chotiměř               | Čechy           | Litoměřice          | Kottomirsch                    |                                      |
| Chotiná                | Čechy           | Plzeň-sever         | Chottina                       |                                      |
| Chotiněves             | Čechy           | Litoměřice          | Kuttendorf                     |                                      |
| Chotiv                 | Čechy           | Rychnov nad Kněžnou | Chotiw                         |                                      |
| Chotouchov             | Čechy           | Kolín               | Chotauchow                     |                                      |
| Chotouň                | Čechy           | Kolín               | Chotaun                        |                                      |
| Chotouň                | Čechy           | Praha-západ         | Neuhof-Chotaun                 |                                      |
| Choťovice              | Čechy           | Kolín               | Chotiowitz                     |                                      |
| Chotovice              | Čechy           | Svitavy             | Chotowitz                      |                                      |
| Chotoviny              | Čechy           | Tábor               | Chotowin                       |                                      |
| Chotusice              | Čechy           | Kutná Hora          | Chotusitz                      |                                      |
| Chotutice              | Čechy           | Kolín               | Chotutitz                      |                                      |
| Chotýčany              | Čechy           | České Budějovice    | Schmiedgraben                  |                                      |
| Chotyně                | Čechy           | Liberec             | Ketten                         |                                      |
| Chotýš                 | Čechy           | Kolín               | Chotisch                       |                                      |
| Chotýšany              | Čechy           | Benešov             | Chotischan                     |                                      |
| Chouč                  | Čechy           | Teplice             | Kautz                          |                                      |
| Choustník              | Čechy           | Tábor               | Chaustnik                      |                                      |
| Choustníkovo Hradiště  | Čechy           | Trutnov             | Gradlitz bei Königinhof        |                                      |
| Chouzovy               | Čechy           | Plzeň-město         | Chausow                        |                                      |
| Chožov                 | Čechy           | Louny               | Koschow                        |                                      |
| Chraberce              | Čechy           | Louny               | Krabertz                       |                                      |
| Chrámce                | Čechy           | Most                | Kramitz                        |                                      |
| Chramiště              | Čechy           | Příbram             | Hramischt                      |                                      |
| Chramosty              | Čechy           | Příbram             | Chramost                       |                                      |
| Chrančovice            | Čechy           | Plzeň-sever         | Chrantschowitz                 |                                      |
| Chranišov              | Čechy           | Sokolov             | Granesau                       |                                      |
| Chrást                 | Čechy           | Kutná Hora          | Chrastna                       |                                      |
| Chrást                 | Čechy           | Mělník              | Chrast                         |                                      |
| Chrást                 | Čechy           | Mladá Boleslav      | Chrast                         |                                      |
| Chrást                 | Čechy           | Nymburk             | Manderscheid-Chrast            | do roku 1946 česky Manderšejd-Chrást |
| Chrást                 | Čechy           | Písek               | Chrast                         | u Kovářova                           |
| Chrást                 | Čechy           | Plzeň-město         | Chrast                         |                                      |
| Chrást                 | Čechy           | Příbram             | Chrast                         | u Příbrami                           |
| Chrást                 | Čechy           | Strakonice          | Chrast                         |                                      |
| Chrást nad Sázavou     | Čechy           | Benešov             | Chrast an der Sasau            |                                      |
| Chrastava              | Čechy           | Liberec             | Kratzau                        |                                      |
| Chrastava              | Čechy           | Příbram             | Chrastawa                      |                                      |
| Chrastavec             | Čechy           | Svitavy             | Chrostau                       |                                      |
| Chrastavice            | Čechy           | Domažlice           | Chrastawitz, Chrastowitz       |                                      |
| Chrastěšov             | Morava          | Zlín                | Strauchdorf                    |                                      |
| Chrastice              | Čechy           | Havlíčkův Brod      | Chrastitz                      |                                      |
| Chrastice              | Morava          | Šumperk             | Kratzdorf                      |                                      |
| Chrastín               | Čechy           | Louny               | Chrastin                       |                                      |
| Chrastiny              | Čechy           | Písek               | Chrastin                       |                                      |
| Chrastná               | Čechy           | Kutná Hora          | Chrastna                       |                                      |
| Chrastná               | Čechy           | Litoměřice          | Chrastawitz                    |                                      |
| Chrástov               | Čechy           | Plzeň-sever         | Chrast                         |                                      |
| Chrastová Lhota        | Morava          | Svitavy             | Chrostau Öhlhütten             |                                      |
| Chrášťany              | Čechy           | Benešov             | Chrastian                      |                                      |
| Chrášťany              | Čechy           | České Budějovice    | Chraschtian                    |                                      |
| Chrášťany              | Čechy           | Kolín               | Chraschtian                    |                                      |
| Chrášťany              | Morava          | Kroměříž            | Chraschtian                    |                                      |
| Chrašťany              | Čechy           | Louny               | Groschau                       |                                      |
| Chrášťany              | Čechy           | Litoměřice          | Chraschtian                    |                                      |
| Chrášťany              | Čechy           | Praha-západ         | Rohrfeld                       |                                      |
| Chrášťany              | Čechy           | Rakovník            | Kraschau                       |                                      |
| Chraštice              | Čechy           | Příbram             | Groß Kraschtitz                |                                      |
| Chraštičky             | Čechy           | Příbram             | Klein Kraschtitz               |                                      |
| Chrášťovice            | Čechy           | Plzeň-sever         | Chraschtowitz                  |                                      |
| Chrášťovice            | Čechy           | Strakonice          | Kraschtowitz                   |                                      |
| Chrbonín               | Čechy           | Tábor               | Cherbonin                      |                                      |
| Chrbov                 | Morava          | Přerov              | Cherbow                        |                                      |
| Chrlice                | Morava          | Brno-město          | Chirlitz                       |                                      |
| Chroboly               | Čechy           | Prachatice          | Chrobold                       |                                      |
| Chromeč                | Morava          | Šumperk             | Krumpitsch                     |                                      |
| Chropyně               | Morava          | Kroměříž            | Chropin                        |                                      |
| Chroustkov             | Čechy           | Kutná Hora          | Chroustkow                     |                                      |
| Chroustov              | Čechy           | Jičín               | Chraustow                      |                                      |
| Chroustov              | Čechy           | Nymburk             | Chraustow                      |                                      |
| Chroustov              | Morava          | Třebíč              | Chraustow                      |                                      |
| Chroustov              | Morava          | Žďár nad Sázavou    | Chroustow                      |                                      |
| Chroustovice           | Čechy           | Chrudim             | Chraustowitz                   |                                      |
| Chrtníč                | Čechy           | Havlíčkův Brod      | Chirtnitsch                    |                                      |
| Chrtníky               | Čechy           | Pardubice           | Chertnik                       |                                      |
| Chrudichromy           | Morava          | Blansko             | Chrudichrom                    |                                      |
| Chrustenice            | Čechy           | Beroun              | Unterholz                      |                                      |
| Chržín                 | Čechy           | Kladno              | Cherschin                      |                                      |
| Chřebřany              | Čechy           | Domažlice           | Kscheberschan                  |                                      |
| Chřepice               | Čechy           | Klatovy             | Kühberg                        |                                      |
| Chřešťovice            | Čechy           | Písek               | Kreschtowitz                   |                                      |
| Chřibská               | Čechy           | Děčín               | Kreibitz                       |                                      |
| Chříč                  | Čechy           | Plzeň-sever         | Kreitsch                       |                                      |
| Chudčice               | Morava          | Brno-venkov         | Chutschitz                     |                                      |
| Chudeč                 | Čechy           | Plzeň-sever         | Kutsch                         |                                      |
| Chudenice              | Čechy           | Klatovy             | Chudenitz                      |                                      |
| Chudenín               | Čechy           | Klatovy             | Chudiwa                        |                                      |
| Chuderov               | Čechy           | Ústí nad Labem      | Gross Kaudern                  |                                      |
| Chuderovec             | Čechy           | Ústí nad Labem      | Klein Kaudern                  |                                      |
| Chudeřice              | Čechy           | Hradec Králové      | Kuderschitz                    |                                      |
| Chudeřice              | Čechy           | Teplice             | Kutterschitz                   |                                      |
| Chudeřice              | Čechy           | Most                | Bergesgrün                     |                                      |
| Chudíř                 | Čechy           | Mladá Boleslav      | Chudirsch                      |                                      |
| Chudobín               | Morava          | Olomouc             | Chudwein                       |                                      |
| Chudobín u Dalečína    | Morava          | Žďár nad Sázavou    | Chudobin                       |                                      |
| Chudolazy              | Čechy           | Mělník              | Chudolaz                       |                                      |
| Chudonice              | Čechy           | Hradec Králové      | Chudonitz                      |                                      |
| Chudoplesy             | Čechy           | Mladá Boleslav      | Chudoples                      |                                      |
| Chudoslavice           | Čechy           | Litoměřice          | Kuteslawitz                    |                                      |
| Chutnovka              | Čechy           | Semily              | Chutnowka                      |                                      |
| Chvalatice             | Morava          | Znojmo              | Chwallatitz                    |                                      |
| Chvalčov               | Morava          | Kroměříž            | Chwaltschow                    |                                      |
| Chvalčova Lhota        | Morava          | Kroměříž            | Chwaltsch-Lhota                | osada vesnice Chvalčov               |
| Chvalčovice            | Čechy           | Liberec             | Chwaltschowitz                 |                                      |
| Chvaleč                | Čechy           | Trutnov             | Qualisch                       |                                      |
| Chválenice             | Čechy           | Plzeň-město         | Chwalenitz                     |                                      |
| Chvalešovice           | Čechy           | České Budějovice    | Chwalschowitz                  |                                      |
| Chvaletice             | Čechy           | Pardubice           | Chwalletitz                    |                                      |
| Chvaletice             | Čechy           | Písek               | Chwaletitz                     |                                      |
| Chvaletín              | Morava          | Jindřichův Hradec   | Qualitzen                      |                                      |
| Chvalín                | Čechy           | Litoměřice          | Chwalin                        |                                      |
| Chvalina               | Čechy           | Jičín               | Chwalina                       |                                      |
| Chválkov               | Čechy           | Havlíčkův Brod      | Chwalkau                       |                                      |
| Chválkov               | Čechy           | Pelhřimov           | Chwalkow                       |                                      |
| Chvalkovice            | Čechy           | Náchod              | Chwalkowitz                    |                                      |
| Chválkovice            | Morava          | Olomouc             | Chwalkowitz                    |                                      |
| Chvalkovice            | Morava          | Vyškov              | Chwalkowitz                    |                                      |
| Chvalkovice na Hané    | Morava          | Vyškov              | Chwalkowitz                    |                                      |
| Chvalnov               | Morava          | Kroměříž            | Chwalnow                       |                                      |
| Chvalov                | Čechy           | Kutná Hora          | Chwalow                        |                                      |
| Chválov                | Čechy           | Pelhřimov           | Chwalow                        |                                      |
| Chválov                | Čechy           | Příbram             | Chwalau                        |                                      |
| Chvalov                | Čechy           | Ústí nad Labem      | Qualen                         |                                      |
| Chvalovice             | Čechy           | Nymburk             | Chwalowitz                     |                                      |
| Chvalovice             | Čechy           | Prachatice          | Kolowitz                       |                                      |
| Chvalovice             | Morava          | Znojmo              | Kallendorf                     |                                      |
| Chvalšiny              | Čechy           | Český Krumlov       | Kalsching                      |                                      |
| Chvalšovice            | Čechy           | Klatovy             | Chwalschowitz                  |                                      |
| Chvalšovice            | Čechy           | Strakonice          | Chwalschowitz                  |                                      |
| Chvaly                 | Čechy           | hl. m. Praha        | Chwall                         | osada čtvrti Horní Počernice         |
| Chvatěruby             | Čechy           | Mělník              | Chwatierub                     |                                      |
| Chvoječná              | Čechy           | Cheb                | Sebenbach                      |                                      |
| Chvojen                | Čechy           | Benešov             | Chwojen                        |                                      |
| Chvojenec              | Čechy           | Pardubice           | Chwojenetz                     |                                      |
| Chvojínek              | Čechy           | Benešov             | Klein Chwojen                  |                                      |
| Chvojnov               | Čechy           | Pelhřimov           | Chwojnow                       |                                      |
| Chyjice                | Čechy           | Jičín               | Kijitz                         |                                      |
| Chylice                | Čechy           | Karlovy Vary        | Killitz                        |                                      |
| Chylice                | Morava          | Uherské Hradiště    | Chilitz                        |                                      |
| Chyňava                | Čechy           | Beroun              | Kienau                         |                                      |
| Chýně                  | Čechy           | Praha-západ         | Kien                           |                                      |
| Chýnice                | Čechy           | Praha-západ         | Chienitz                       |                                      |
| Chynín                 | Čechy           | Plzeň-jih           | Chinin                         |                                      |
| Chýnov                 | Čechy           | Praha-západ         | Chotsch                        | osada města Libčice nad Vltavou      |
| Chýnov                 | Čechy           | Tábor               | Chejnow                        |                                      |
| Chýstovice             | Čechy           | Pelhřimov           | Cheystowitz                    |                                      |
| Chyše                  | Čechy           | Karlovy Vary        | Chiesch                        |                                      |
| Chyška                 | Čechy           | Havlíčkův Brod      | Chisten Chischka               |                                      |
| Chyšky                 | Čechy           | Písek               | Klein Chischka                 |                                      |
| Chyšná                 | Čechy           | Pelhřimov           | Chyschna                       |                                      |
| Chýšť                  | Čechy           | Pardubice           | Kiescht                        |                                      |